# Dörren till sommaren
Dörren till sommaren (engelska: The Door into Summer) är en roman av Robert A. Heinlein. Den utkom 1957. Boken översattes till svenska första gången 1976 och kom ut i en reviderad översättning  1993; i båda fallen är översättaren John-Henri Holmberg.
Boken tar sin början 1970, då den smått excentriske elektronikingenjören Dan Davis konstruerar en hushållsrobot. Det står klart att han har en lysande framtid att gå till mötes men bedras av både sin partner och sin fästmö. Davis flyr undan sin vedervärdiga tillvaro tillsammans med sin katt Petronius Arbitrören genom att lägga sig i kryosömn i trettio år. 
Bokens namn kommer av kattens beteende vintertid, då denne tvingar Dan Davis att öppna alla dörrar ut ur huset i en evig förhoppning att det åtminstone utanför en av dörrarna inte skall vara vinter, utan just sommar.